# Alphonse-Marie Kadege
Alphonse-Marie Kadege fue Vicepresidente de Burundi desde el 30 de abril de 2003 hasta el 11 de noviembre de 2004.

## Biografía
Es étnicamente tutsi y militante de la Unión para el Progreso Nacional (UPRONA). El 15 de enero de 2007, fue absuelto de los cargos de planear un golpe de Estado, junto con expresidente Domitien Ndayizeye y otros tres imputados; otros dos cómplices fueron condenados a una larga condena en prisión.
De hecho, Kadege y Ndayizeye nunca fueron juzgados. Parecía que toda la acusación de un intento de golpe de Estado era el trabajo y la maquinación de las agencias gubernamentales. Kadege fue severamente torturado mientras estaba en custodia. Uno de los participantes en la tortura, Willy Nyamitwe, grabó varias sesiones que fueron posteriormente publicadas en YouTube.